# Oreksinski receptor
Oreksinski receptor (ili hipokretinski receptor) je G protein-spregnuti receptor koji vezuje neuropeptidni hormon oreksin.  Postoje dve varijante,  i , koji su kodirani zasebnim genima.

## Literatura
1. ↑  Spinazzi R, Andreis PG, Rossi GP, Nussdorfer GG (2006). „Orexins in the regulation of the hypothalamic-pituitary-adrenal axis”. Pharmacol. Rev. 58 (1): 46—57. PMID 16507882. doi:10.1124/pr.58.1.4.

## Spoljašnje veze
- „Orexin Receptors”. IUPHAR Database of Receptors and Ion Channels. International Union of Basic and Clinical Pharmacology. Архивирано из оригинала 23. 10. 2012. г.
- Orexin+Receptors на 